# Jegenstorf
Jegenstorf (toponimo tedesco) è un comune svizzero di 5 710 abitanti del Canton Berna, nella regione di Berna-Altipiano svizzero (circondario di Berna-Altipiano svizzero).

## Storia
Il 1º gennaio 2010 ha inglobato il comune soppresso di Ballmoos e il 1º gennaio 2014 quelli di Münchringen e Scheunen.

## Monumenti e luoghi d'interesse

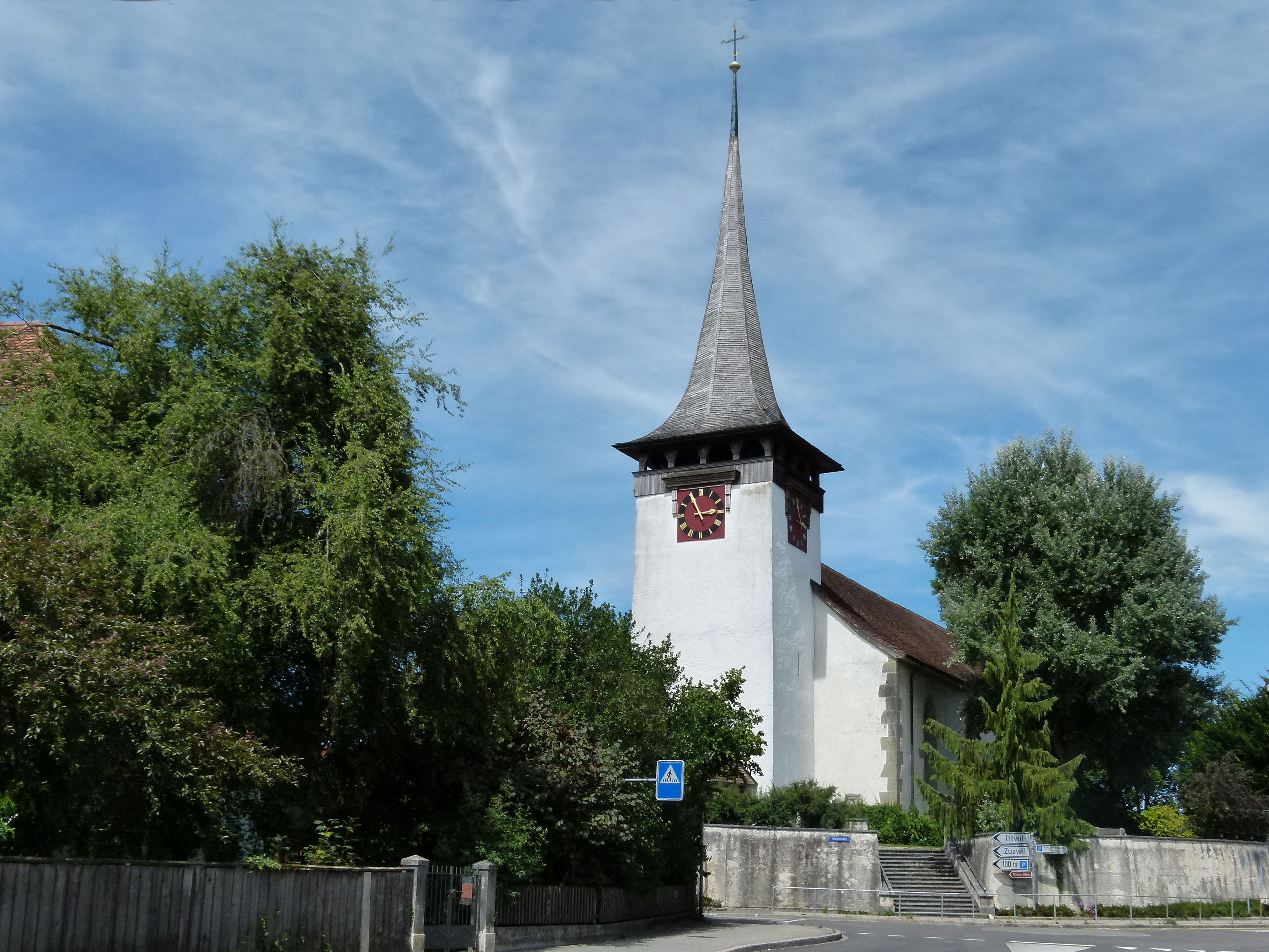
La chiesa riformata

- Chiesa riformata (già di Santa Maria), ricostruita nel 1514-1515[1].

## Società

### Evoluzione demografica
L'evoluzione demografica è riportata nella seguente tabella:
Abitanti censiti

## Geografia antropica

### Frazioni e quartieri
- Ballmoos[4]
- Jegenstorf[1]
  - Bachtelen
  - Bimer
  - Risere
  - Solecht
- Münchringen[5]
  - Holzmühle
- Scheunen[6]
  - Messen-Scheunen
  - Oberscheunen

## Infrastrutture e trasporti

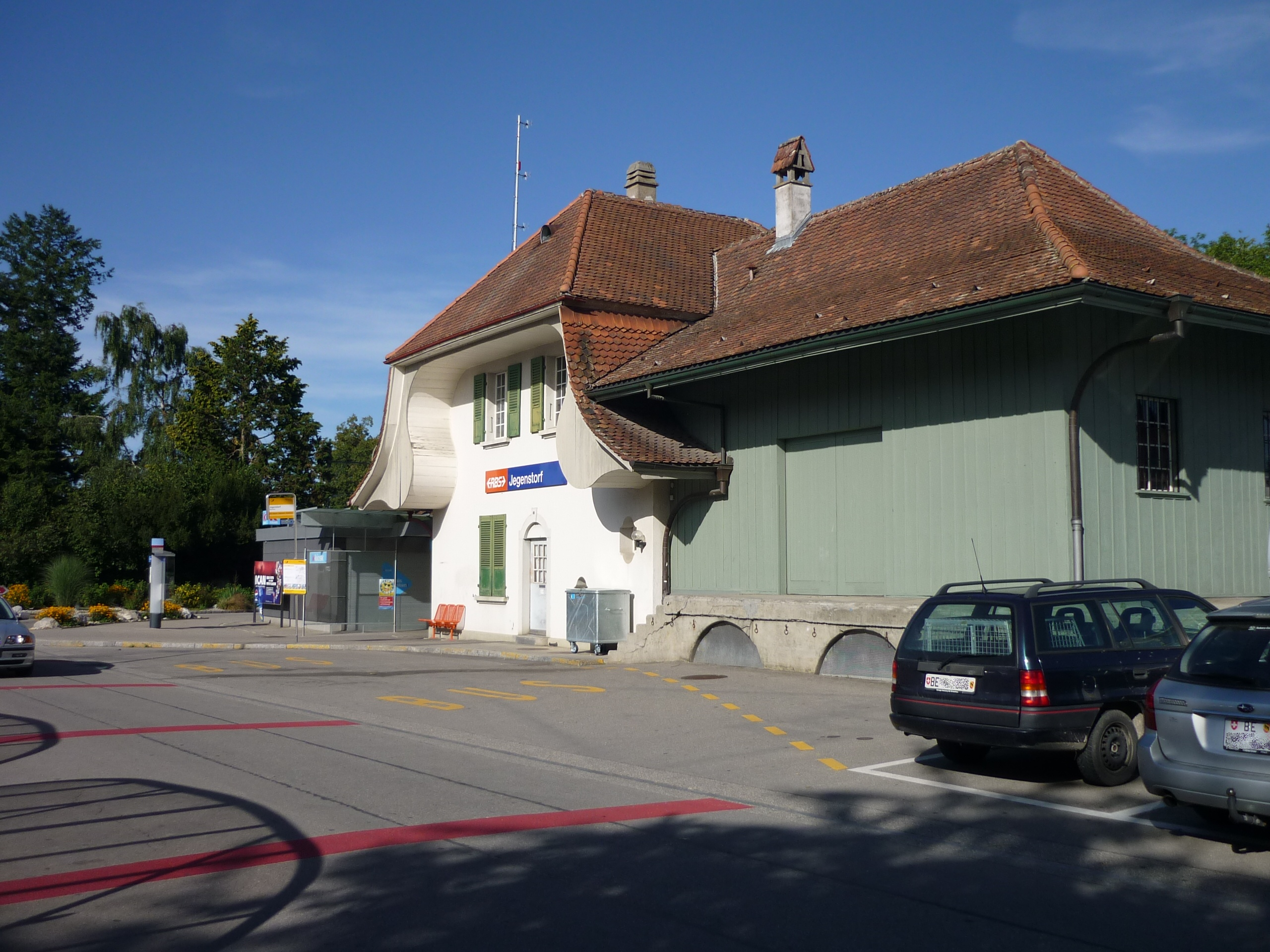
La stazione di Jegenstorf

Jegenstorf è servito dall'omonima stazione sulla ferrovia Soletta-Berna (linea S8 della rete celere di Berna).

## Amministrazione
Ogni famiglia originaria del luogo fa parte del cosiddetto comune patriziale e ha la responsabilità della manutenzione di ogni bene ricadente all'interno dei confini del comune.